# جورجيا شميت
جورجيا شميت (بالإنجليزية: Georgia Schmidt)‏ هي ممثلة أمريكية، ولدت في 26 أغسطس 1904، وتوفيت في 18 أبريل 1997.

## وصلات خارجية
- جورجيا شميت على موقع IMDb (الإنجليزية)
- جورجيا شميت على موقع قاعدة بيانات الفيلم (الإنجليزية)